# Atriplex turbinata
Atriplex turbinata är en amarantväxtart som först beskrevs av R. H. Anderson, och fick sitt nu gällande namn av Paul Aellen. Atriplex turbinata ingår i släktet fetmållor, och familjen amarantväxter. Inga underarter finns listade i Catalogue of Life.